# Wolfert V van Borselen
Wolfert V van Borselen (ca.1385 - 16 januari 1409) was heer van Veere en Zandenburg.

## Levensloop
Wolfert was een zoon van Hendrik I van Borselen en Maria van Vianen (dochter van Gijsbrecht van Vianen en Beatrijs van Egmond). Wolfert V volgde zijn vader vermoedelijk op in 1402, maar in 1406 pas erkend in al zijn goederen door graaf Willem VI van Holland. De graaf hoopte dat Wolfert de Hoekse zaak erkende in de Hoekse en Kabeljauwse twisten, Wolfert hield zich slim genoeg buiten deze discussie, terwijl in Holland de Arkelse Oorlogen woedden tussen graaf Willem VI en Jan V van Arkel. Op 3 juli 1408 kreeg Wolfert V een vergoeding van Graaf Willem VI van Holland van 1800 Engelse edelen, vanwege het feit dat zijn vader Hendrik in de gevangenis had gezeten. Toen de campagne van de graaf in het land van Arkel maar niet wilde vlotten, ging Wolfert de heer van Arkel steunen met Zeeuwse troepen. In een van de confrontaties met het Hollandse leger moet Wolfert V gesneuveld zijn op 24-jarige leeftijd. Hij werd begraven in de kapel van het slot Zandenburg.
Wolfert V trad in het huwelijk op 18 september 1403 met zijn nicht Hadewich van Borselen- van Brigdamme, dochter van Claes van Borselen en Maria van Arnemuiden. Ze kregen vier kinderen waaronder;
- Hendrik II van Borselen

## Voorouders
| Voorouders van Wolfert V van Borselen (1385-1409) | Voorouders van Wolfert V van Borselen (1385-1409)                               | Voorouders van Wolfert V van Borselen (1385-1409)                               | Voorouders van Wolfert V van Borselen (1385-1409)                               | Voorouders van Wolfert V van Borselen (1385-1409)                               | Voorouders van Wolfert V van Borselen (1385-1409)                   | Voorouders van Wolfert V van Borselen (1385-1409)                   | Voorouders van Wolfert V van Borselen (1385-1409)                   | Voorouders van Wolfert V van Borselen (1385-1409)                   |
| ------------------------------------------------- | ------------------------------------------------------------------------------- | ------------------------------------------------------------------------------- | ------------------------------------------------------------------------------- | ------------------------------------------------------------------------------- | ------------------------------------------------------------------- | ------------------------------------------------------------------- | ------------------------------------------------------------------- | ------------------------------------------------------------------- |
| Overgrootouders                                   | Wolfert II van Borselen (1280-1317) ∞ Aleid van Zandenburg (ca.1290-1351)       | Wolfert II van Borselen (1280-1317) ∞ Aleid van Zandenburg (ca.1290-1351)       | Gijsbrecht Both van der Eem (1235-?) (-) ∞ Margretha van Arkel (1300-1368)      | Gijsbrecht Both van der Eem (1235-?) (-) ∞ Margretha van Arkel (1300-1368)      | ? (-) ∞ ? (-)                                                       | ? (-) ∞ ? (-)                                                       | ? (-) ∞ ? (-)                                                       | ? (-) ∞ ? (-)                                                       |
| Grootouders                                       | Wolfert III van Borselen (1313-1351) ∞ 1410 Hedwig Both van der Eem (1320-1371) | Wolfert III van Borselen (1313-1351) ∞ 1410 Hedwig Both van der Eem (1320-1371) | Wolfert III van Borselen (1313-1351) ∞ 1410 Hedwig Both van der Eem (1320-1371) | Wolfert III van Borselen (1313-1351) ∞ 1410 Hedwig Both van der Eem (1320-1371) | Gijsbrecht van Vianen (1320-1391) ∞ Beatrix van Egmond (1335-1390)  | Gijsbrecht van Vianen (1320-1391) ∞ Beatrix van Egmond (1335-1390)  | Gijsbrecht van Vianen (1320-1391) ∞ Beatrix van Egmond (1335-1390)  | Gijsbrecht van Vianen (1320-1391) ∞ Beatrix van Egmond (1335-1390)  |
| Ouders                                            | Hendrik I van Borselen (1336-1401) ∞ 1383 Maria van Vianen (1362-?)             | Hendrik I van Borselen (1336-1401) ∞ 1383 Maria van Vianen (1362-?)             | Hendrik I van Borselen (1336-1401) ∞ 1383 Maria van Vianen (1362-?)             | Hendrik I van Borselen (1336-1401) ∞ 1383 Maria van Vianen (1362-?)             | Hendrik I van Borselen (1336-1401) ∞ 1383 Maria van Vianen (1362-?) | Hendrik I van Borselen (1336-1401) ∞ 1383 Maria van Vianen (1362-?) | Hendrik I van Borselen (1336-1401) ∞ 1383 Maria van Vianen (1362-?) | Hendrik I van Borselen (1336-1401) ∞ 1383 Maria van Vianen (1362-?) |